# Jiří z Kounic
Jiří z Kounic (německy Georg von Kaunitz, † 15. století) byl český šlechtic z rodu Kouniců. Žil v 15. století.

## Život
Narodil se jako syn Václava z Kounic a jeho manželky Anežky z Mannsfeldu.
Jiří se proslavil svým tažením do Polska, kde bojoval v řadách vojska krále Kazimíra IV. proti německým rytířům. Poté co mu nebyla vyplacena slíbená mzda a byl nucen se stáhnout, následujícího roku vpadl do Polska a zdevastoval celou oblast kolem obcí Olkuše a Slavkov. Lstí se mu podařilo ovládnou dobře opevněný a těžko dobyvatelný kempenský zámek, načež zajal hradního pána Vrbatu z Paněvic a odvezl ho s sebou na Moravu.
Jiří vykonával úřad tajného rady a komorníka českého krále Jiřího z Poděbrad. Roku 1459 se stal vítězem v turnaji, který král Jiří uspořádal v Brně na počest císaře Bedřicha III.

### Manželství a potomstvo
Při dvojnásobné svatbě se oženil s Barborou z Valdštejna a jeho sestra Kateřina za jejího bratra Jana z Valdštejna. Tímto sňatkem později přešlo valdštejnské panství Slavkov rodu Kouniců, kteří ho pak ovládali po více než 400 let.
Jiří s manželkou Barborou měli syna Oldřicha (III.), který se stal pokračovatelem rodu.